# Danh sách đơn vị hành chính cấp hương của Quý Châu

## Quý Châu

### Quý Dương
| Thành phố cấp địa khu Quý Dương quản lí 10 đơn vị hành chính cấp huyện, trong đó quản lí trực tiếp 6 quận, 3 huyện và quản lí đại thể 1 thành phố cấp huyện. Các đơn vị hành chính cấp huyện này được chia thành... đơn vị hành chính cấp hương, bao gồm... nhai đạo,... trấn và... hương. | |
| Nam Minh | Nhai đạo |
| Nam Minh | Tân Hoa Lộ, Tây Hồ Lộ, Thủy Khẩu Tự, Trung Hoa Nam Lộ, Hà Tân, Tuân Nghĩa Lộ, Hưng Quan Lộ, Sa Trùng Lộ, Vọng Thành, Thái Từ Kiều, Tương Nhã, Du Trá, Trung Tào Ti, Nhị Qua, Long Động Bảo, Hoa Quả Viên, Tiểu Xa Hà, Ngũ Lý Trùng |
| Nam Minh | Hương |
| Nam Minh | Hậu Sào, Vân Quan, Vĩnh Nhạc |
| Nam Minh | Hương dân tộc |
| Nam Minh | Tiểu Bích |
| Vân Nham | Nhai đạo |
| Vân Nham | Đại Doanh Lộ, Kiềm Linh Đông Lộ, Văn Xương Các, Diêm Vụ Nhai, Phổ Đà Lộ, Bát Cáp Nham, Dục Tú Lộ, Uy Thanh Môn, Thị Tây Hà, Đầu Kiều, Tam Kiều Lộ, Mã Vương, Kim Quan, Trà Viên Lộ, Dương Huệ, Ngư An, Thủy Đông Lộ                |
| Vân Nham | Trấn |
| Vân Nham | Kiềm Linh |
| Hoa Khê | Nhai đạo |
| Hoa Khê | Quý Trúc, Dương Quang, Thanh Khê, Khê Bắc, Hoàng Hà Lộ, Bình Kiều, Tiểu Mạnh, Kim Trúc |
| Hoa Khê | Trấn |
| Hoa Khê | Thanh Nham, Thạch Bản, Đảng Vũ, Mạch Bình, Yến Lâu |
| Hoa Khê | Hương |
| Hoa Khê | Cửu An |
| Hoa Khê | Hương dân tộc |
| Hoa Khê | Mạnh Quan, Hồ Triều, Cao Pha, Kiềm Đào, Mã Linh |
| Ô Đương | Nhai đạo |
| Ô Đương | Quan Khê Lộ, Tân Quang Lộ, Tân Sang Lộ, Long Quảng Lộ, Cao Tân Lộ |
| Ô Đương | Trấn |
| Ô Đương | Đông Phong, Thủy Điền, Dương Xương, Hạ Bá, Tân Tràng, Bách Nghi |
| Ô Đương | Hương dân tộc |
| Ô Đương | Tân Bảo, Thiên Pha |
| Bạch Vân | Nhai đạo |
| Bạch Vân | Tuyền Hồ, Đại Sơn Động, Vân Thành, Cung Gia Trại, Đô Lạp Doanh |
| Bạch Vân | Trấn |
| Bạch Vân | Diễm Sơn Hồng, Mạch Giá, Sa Văn |
| Bạch Vân | Hương dân tộc |
| Bạch Vân | Đô Lạp, Ngưu Tràng |
| Quan Sơn Hồ | Nhai đạo |
| Quan Sơn Hồ | Tây Dương, Vân Đàm, Kim Hoa Viên, Trường Lĩnh, Quan Sơn, Thế Kỷ Thành, Kim Dương |
| Quan Sơn Hồ | Trấn |
| Quan Sơn Hồ | Kim Hoa, Chu Xương, Bách Hoa Hồ |
| Khai Dương | Nhai đạo |
| Khai Dương | Tây Thành, Vân Khai, Tử Hưng |
| Khai Dương | Trấn |
| Khai Dương | Song Lưu, Kim Trung, Phùng Tam, Nam Mộc Độ, Long Cương, Vĩnh Ôn, Hoa Lê |
| Khai Dương | Hương |
| Khai Dương | Nam Long, Trạch Cát, Long Thủy, Mễ Bình, Mao Vân |
| Khai Dương | Hương dân tộc |
| Khai Dương | Hòa Phong, Nam Giang, Cao Trại |
| Tức Phong | Nhai đạo |
| Tức Phong | Vĩnh Dương |
| Tức Phong | Trấn |
| Tức Phong | Vĩnh Tĩnh, Ôn Tuyền, Cửu Trang, Tiểu Trại Bá, Tây Sơn, Dưỡng Long Ti, Thạch Đồng, Lộc Oa, Lưu Trường |
| Tức Phong | Hương dân tộc |
| Tức Phong | Thanh Sơn |
| Tu Văn | Nhai đạo |
| Tu Văn | Long Tràng, Dương Minh Động, Cảnh Dương, Trát Tá, Cửu Trường |
| Tu Văn | Trấn |
| Tu Văn | Lục Quảng, Lục Truân, Sái Bình, Lục Dũng, Cốc Bảo, Tiểu Thiến |
| Tu Văn | Hương dân tộc |
| Tu Văn | Đại Thạch |
| Thanh Trấn | Nhai đạo |
| Thanh Trấn | Thanh Long Sơn, Sào Phượng, Tân Hồ |
| Thanh Trấn | Trấn |
| Thanh Trấn | Hồng Phong Hồ, Trạm Nhai, Vệ Thành, Tân Điếm, Ám Lưu, Lê Uy |
| Thanh Trấn | Hương dân tộc |
| Thanh Trấn | Mạch Cách, Vương Trang, Lưu Trường |

### Lục Bàn Thủy
| Thành phố cấp địa khu Lục Bàn Thủy quản lí 4 đơn vị hành chính cấp huyện, trong đó quản lí trực tiếp 1 quận, 1 đặc khu cấp huyện, 1 huyện và quản lí đại thể 1 thành phố cấp huyện. Các đơn vị hành chính cấp huyện này được chia thành... đơn vị hành chính cấp hương, bao gồm... nhai đạo,... trấn và... hương. | |
| Chung Sơn | Nhai đạo |
| Chung Sơn | Hoàng Thổ Pha, Hồng Nham, Hà Tuyền, Hà Thành, Dương Liễu, Phượng Hoàng, Đức Ổ, Nguyệt Chiếu, Song Kiết                                        |
| Chung Sơn | Trấn |
| Chung Sơn | Đại Hà, Uông Gia Trại, Đại Loan |
| Lục Chi | Nhai đạo |
| Lục Chi | Cửu Long, Ngân Hồ, Tháp Sơn |
| Lục Chi | Trấn |
| Lục Chi | Nham Cước, Mộc Cương, Đại Dụng, Quan Trại, Tang Ca, Tân Hoa, Long Hà, Tân Diêu, Lang Đại                                                      |
| Lục Chi | Hương |
| Lục Chi | Tân Tràng |
| Lục Chi | Hương dân tộc |
| Lục Chi | Toa Kiết, Ngưu Tràng, Trung Trại, Lạc Biệt, Nguyệt Lượng Hà                                                                                   |
| Thủy Thành | Nhai đạo |
| Thủy Thành | Song Thủy, Tiêm Sơn, Lão Ưng Sơn, Đổng Địa, Tân Kiều, Dĩ Đóa, Hồng Kiều, Thạch Long, Hải Bình                                                 |
| Thủy Thành | Trấn |
| Thủy Thành | Bỉ Đức, Hóa Nhạc, Bàn Long, A Kiết, Chước Mễ, Ngọc Xá, Đô Cách, Phát Nhĩ, Kê Tràng, Mộc Quả, Bảo Hoa, Đẩu Thiến, Mễ La                        |
| Thủy Thành | Hương dân tộc |
| Thủy Thành | Nam Khai, Thanh Lâm, Kim Bồn, Bình Trại, Long Tràng, Doanh Bàn, Thuận Tràng, Hoa Kiết, Dương Mai, Tân Nhai, Dã Chung, Quả Bố, Hầu Tràng       |
| Bàn Châu | Nhai đạo |
| Bàn Châu | Diệc Tư, Hàn Lâm, Lưỡng Hà, Hồng Quả, Thắng Cảnh, Lưu Quan                                                                                    |
| Bàn Châu | Trấn |
| Bàn Châu | Dân Chủ, Đại Sơn, Bảo Điền, Thạch Kiều, Hưởng Thủy, Bách Quả, Tân Dân, Bàn Quan, Trúc Hải, Anh Vũ, Kê Tràng Bình, Song Phượng, Đan Hà, Ô Mông |
| Bàn Châu | Hương dân tộc |
| Bàn Châu | Phổ Điền, Bình Địa, Ứ Nê, Phổ Cổ, Cựu Doanh, Dương Tràng, Bảo Cơ                                                                              |

### Tuân Nghĩa
| Thành phố cấp địa khu Tuân Nghĩa quản lí 14 đơn vị hành chính cấp huyện, trong đó quản lí trực tiếp 3 quận, 7 huyện, 2 huyện tự trị và quản lí đại thể 2 thành phố cấp huyện. Các đơn vị hành chính cấp huyện này được chia thành... đơn vị hành chính cấp hương, bao gồm... nhai đạo,... trấn và... hương. | |
| Hồng Hoa Cương | Nhai đạo |
| Hồng Hoa Cương | Lão Thành, Vạn Lý Lộ, Trung Hoa Lộ, Nghênh Hồng, Diên An Lộ, Chu Thủy Kiều, Trung Sơn Lộ, Bắc Kinh Lộ, Trường Chinh, Lễ Nghi, Nam Quan, Trung Trang, Tân Bồ, Tân Trung                                            |
| Hồng Hoa Cương | Trấn |
| Hồng Hoa Cương | Hạng Khẩu, Hải Long, Thâm Khê, Kim Đỉnh Sơn, Tân Chu, Hà Tử, Tam Độ, Vĩnh Nhạc, Lạt Bá |
| Hối Xuyên | Nhai đạo |
| Hối Xuyên | Thượng Hải Lộ, Tẩy Mã Lộ, Đại Liên Lộ, Cao Kiều, Đổng Công Tự, Cao Bình |
| Hối Xuyên | Trấn |
| Hối Xuyên | Đoàn Trạch, Bản Kiều, Tứ Độ, Sa Loan, Sơn Bồn, Chi Ma, Tùng Lâm, Mao Thạch |
| Bá Châu | Nhai đạo |
| Bá Châu | Nam Bạch, Bá Nam, Ảnh Sơn Hồ, Quế Hoa Kiều, Long Khanh |
| Bá Châu | Trấn |
| Bá Châu | Tam Xóa, Cẩu Giang, Tam Hợp, Ô Giang, Long Bình, Đoàn Khê, Thiết Hán, Tây Bình, Thượng Kê, Mao Lật, Tân Dân, Áp Khê, Thạch Bản, Nhạc Sơn, Phong Hương, Phán Thủy, Mã Đề                                           |
| Bá Châu | Hương dân tộc |
| Bá Châu | Bình Chính, Hồng Quan |
| Đồng Tử | Nhai đạo |
| Đồng Tử | Hải Giáo, Lâu Sơn Quan |
| Đồng Tử | Trấn |
| Đồng Tử | Sở Mễ, Tân Trạm, Tùng Khảm, Cao Kiều, Thủy Bá Đường, Quan Thương, Hoa Thu, Dương Đặng, Cửu Bá, Đại Hà, Dạ Lang, Mộc Qua, Pha Độ, Liệu Nguyên, Sư Khê, Mao Thạch, Nghiêu Long Sơn, Phong Thủy, Dung Quang, Ba Tiêu |
| Đồng Tử | Hương |
| Đồng Tử | Tiểu Thủy, Hoàng Liên |
| Đồng Tử | Hương dân tộc |
| Đồng Tử | Mã Tông |
| Tuy Dương | Nhai đạo |
| Tuy Dương | Dương Xuyên |
| Tuy Dương | Trấn |
| Tuy Dương | Trịnh Tràng, Vượng Thảo, Bồ Tràng, Phong Hoa, Mao Ô, Kiển Bá, Khoan Khoát, Hoàng Dương, Thanh Giang Đường, Thái Bạch, Ôn Tuyền, Bình Nhạc                                                                         |
| Tuy Dương | Hương |
| Tuy Dương | Đại Lộ Tào, Tiểu Quan |
| Chính An | Nhai đạo |
| Chính An | Phượng Nghi, Thụy Hào |
| Chính An | Trấn |
| Chính An | Thụy Khê, Hòa Khê, An Tràng, Thổ Bình, Lưu Độ, Cách Lâm, Tân Châu, Miếu Đường, Tiểu Nhã, Trung Quan, Phù Dung Giang, Ban Trúc, Bích Phong, Nhạc Kiệm, Dương Hưng, Phù Yên                                         |
| Chính An | Hương dân tộc |
| Chính An | Tạ Bá, Thị Bình |
| Phụng Cương | Trấn |
| Phụng Cương | Long Tuyền, Tiến Hóa, Gia Xuyên, Phong Nham, Vĩnh Hòa, Hoa Bình, Tuy Dương, Thổ Khê, Vĩnh An, Hà Bá, Thiên Kiều, Vương Trại, Tân Kiến                                                                             |
| Phụng Cương | Hương |
| Phụng Cương | Thạch Kính |
| Mi Đàm | Nhai đạo |
| Mi Đàm | Mi Giang, Hoàng Gia Bá, Ngư Tuyền |
| Mi Đàm | Trấn |
| Mi Đàm | Vĩnh Hưng, Phục Hưng, Mã Sơn, Cao Đài, Mao Bình, Hưng Long, Tân Nam, Thạch Liên, Tây Hà, Tẩy Mã, Sao Nhạc, Thiên Thành                                                                                            |
| Dư Khánh | Nhai đạo |
| Dư Khánh | Tử Doanh |
| Dư Khánh | Trấn |
| Dư Khánh | Long Khê, Cấu Bì Than, Đại Ô Giang, Ngao Khê, Long Gia, Tùng Yên, Quan Hưng, Bạch Nê |
| Dư Khánh | Hương dân tộc |
| Dư Khánh | Hoa Sơn |
| Tập Thủy | Nhai đạo |
| Tập Thủy | Đông Hoàng, Cửu Long, Sam Vương, Mã Lâm |
| Tập Thủy | Trấn |
| Tập Thủy | Thổ Thành, Đồng Dân, Tỉnh Dân, Long Hưng, Tập Tửu, Hồi Long, Tang Mộc, Vĩnh An, Lương Thôn, Ôn Thủy, Tiên Nguyên, Quan Điếm, Trại Bá, Dân Hóa, Nhị Lang, Nhị Lý, Tam Xóa Hà, Đại Pha, Đào Lâm, Trình Trại         |
| Tập Thủy | Hương |
| Tập Thủy | Song Long, Nê Bá |
| Đạo Chân | Trấn |
| Đạo Chân | Ngọc Khê, Tam Giang, Long Hưng, Cựu Thành, Trung Tín, Lạc Long, Dương Khê, Tam Kiều, Đại Liêm, Bình Mô, Hà Khẩu                                                                                                   |
| Đạo Chân | Hương |
| Đạo Chân | Tông Bình, Đào Nguyên |
| Đạo Chân | Hương dân tộc |
| Đạo Chân | Thượng Bá |
| Vụ Xuyên | Nhai đạo |
| Vụ Xuyên | Đan Sa, Đô Nhu, Đại Bình |
| Vụ Xuyên | Trấn |
| Vụ Xuyên | Phong Nhạc, Hoàng Đô, Phù Dương, Trấn Nam, Nghiễn Sơn, Trác Thủy, Mao Thiên, Bách Thôn, Nê Cao, Phân Thủy, Tiêu Bá                                                                                                |
| Vụ Xuyên | Hương |
| Vụ Xuyên | Hồng Ti, Thạch Triêu |
| Xích Thủy | Nhai đạo |
| Xích Thủy | Thị Trung, Văn Hoa, Kim Hoa |
| Xích Thủy | Trấn |
| Xích Thủy | Thiên Đài, Phục Hưng, Đại Đồng, Vượng Long, Hồ Thị, Nguyên Hậu, Quan Độ, Trường Kỳ, Trường Sa, Lưỡng Hà Khẩu, Bính An                                                                                             |
| Xích Thủy | Hương |
| Xích Thủy | Bảo Nguyên, Thạch Bảo, Bạch Vân |
| Nhân Hoài | Nhai đạo |
| Nhân Hoài | Diêm Tân, Trung Xu, Thương Long, Đàn Hán, Lỗ Ban |
| Nhân Hoài | Trấn |
| Nhân Hoài | Trường Cương, Ngũ Mã, Ngao Bá, Cửu Thương, Hỉ Đầu, Đại Bá, Tam Hợp, Hợp Mã, Hỏa Thạch, Học Khổng, Long Tỉnh, Mỹ Tửu Hà, Cao Đại Bình, Mao Đài                                                                     |
| Nhân Hoài | Hương dân tộc |
| Nhân Hoài | Hậu Sơn |

### An Thuận
| Thành phố cấp địa khu An Thuận quản lí trực tiếp 6 đơn vị hành chính cấp huyện, bao gồm 2 quận, 1 huyện và 3 huyện tự trị. Các đơn vị hành chính cấp huyện này được chia thành... đơn vị hành chính cấp hương, bao gồm... nhai đạo,... trấn và... hương. | |
| Tây Tú | Nhai đạo |
| Tây Tú | Nam Nhai, Đông Nhai, Tây Nhai, Bắc Nhai, Đông Quan, Hoa Tây, Tây Hàng, Tân An                                   |
| Tây Tú | Trấn |
| Tây Tú | Tống Kỳ, Yêu Phô, Ninh Cốc, Long Cung, Song Bảo, Đại Tây Kiều, Thất Nhãn Kiều, Thái Quan, Kiệu Tử Sơn, Cựu Châu |
| Tây Tú | Hương |
| Tây Tú | Đông Truân, Lưu Quan                                                                                            |
| Tây Tú | Hương dân tộc                                                                                                   |
| Tây Tú | Tân Tràng, Nham Tịch, Kê Tràng, Dương Vũ, Hoàng Tịch                                                            |
| Bình Bá | Nhai đạo |
| Bình Bá | An Bình, Cổ Lâu                                                                                                 |
| Bình Bá | Trấn |
| Bình Bá | Bạch Vân, Cao Phong, Thiên Long, Hạ Vân, Mã Tràng, Nhạc Bình, Tề Bá                                             |
| Bình Bá | Hương dân tộc                                                                                                   |
| Bình Bá | Thập Tự, Dương Xương                                                                                            |
| Phổ Định | Nhai đạo |
| Phổ Định | Định Nam, Xuyên Động, Hoàng Dũng, Ngọc Tú                                                                       |
| Phổ Định | Trấn |
| Phổ Định | Mã Quan, Hóa Xử, Mã Tràng, Bạch Nham, Bình Thượng, Kê Tràng Pha                                                 |
| Phổ Định | Hương dân tộc                                                                                                   |
| Phổ Định | Bổ Lang, Hầu Tràng, Miêu Động                                                                                   |
| Trấn Ninh | Nhai đạo |
| Trấn Ninh | Bạch Mã Hồ, Hoàn Thúy, Đinh Kỳ, Song Long Sơn, Ninh Tây                                                         |
| Trấn Ninh | Trấn |
| Trấn Ninh | Hoàng Quả Thụ, Mã Hán, Lương Điền, Biển Đam Sơn, Mộ Dịch, Giang Long, Bản Trại, Lực Mã                          |
| Trấn Ninh | Hương |
| Trấn Ninh | Sa Tử, Cách Lợi, Giản Dát                                                                                       |
| Quan Lĩnh | Nhai đạo |
| Quan Lĩnh | Đỉnh Vân, Quan Tác, Long Đàm, Bách Hợp                                                                          |
| Quan Lĩnh | Trấn |
| Quan Lĩnh | Vĩnh Ninh, Cương Ô, Thượng Quan, Pha Cống, Bạch Thủy, Tân Phô, Sa Doanh, Hoa Giang, Đoạn Kiều                   |
| Quan Lĩnh | Hương |
| Quan Lĩnh | Phổ Lợi |
| Tử Vân | Nhai đạo |
| Tử Vân | Tùng Sơn, Ngũ Phong, Vân Lĩnh                                                                                   |
| Tử Vân | Trấn |
| Tử Vân | Cách Đột Hà, Hầu Tràng, Miêu Doanh, Bản Dương, Tông Địa, Đại Doanh, Bá Dương, Hỏa Hoa                           |
| Tử Vân | Hương |
| Tử Vân | Bạch Thạch Nham, Tứ Đại Trại                                                                                    |

### Tất Tiết
| Thành phố cấp địa khu Tất Tiết quản lí trực tiếp 8 đơn vị hành chính cấp huyện, bao gồm 1 quận, 6 huyện và 1 huyện tự trị. Các đơn vị hành chính cấp huyện này được chia thành... đơn vị hành chính cấp hương, bao gồm... nhai đạo,... trấn và... hương. | |
| Thất Tinh Quan | Nhai đạo |
| Thất Tinh Quan | Thị Tây, Thị Đông, Tam Bản Kiều, Đại Tân Kiều, Quan Âm Kiều, Hồng Sơn, Ma Viên, Bích Dương, Đức Khê, Bích Hải, Thanh Long, Bách Dương Lâm |
| Thất Tinh Quan | Trấn |
| Thất Tinh Quan | Áp Trì, Lê Thụ, Xóa Hà, Chu Xương, Điền Bá, Trường Xuân Bảo, Tát Lạp Khê, Dương Gia Loan, Phóng Châu, Thanh Tràng, Thủy Thiến, Hà Quan Truân, Đối Pha, Đại Ngân, Lâm Khẩu, Sinh Cơ, Thanh Thủy Phô, Lượng Nham, Yến Tử Khẩu, Bát Trại, Điền Bá Kiều, Hải Tử Nhai, Tiểu Bá, Tằng Đài, Tiểu Cát Tràng, Phổ Nghi, Long Tràng Doanh |
| Thất Tinh Quan | Hương |
| Thất Tinh Quan | Dã Giác, Đại Hà |
| Thất Tinh Quan | Hương dân tộc |
| Thất Tinh Quan | Thiên Khê, Âm Để, Đoàn Kết, A Thị, Đại Truân, Điền Khảm |
| Đại Phương | Nhai đạo |
| Đại Phương | Hồng Kỳ, Thuận Đức, Mộ Nga Cách Cổ Thành, Cửu Dịch, Quy Hóa, Bằng Trình |
| Đại Phương | Trấn |
| Đại Phương | Song Sơn, Miêu Tràng, Mã Tràng, Dương Tràng, Hoàng Nê Đường, Lục Long, Đạt Khê, Biều Tỉnh, Trường Thạch, Đối Giang |
| Đại Phương | Hương |
| Đại Phương | Đông Quan, Văn Các, Lục Đường, Tiểu Truân, Quả Ngõa, Vũ Trùng |
| Đại Phương | Hương dân tộc |
| Đại Phương | Trúc Viên, Hưởng Thủy, Đỉnh Tân, Ngưu Tràng, Lý Hóa, Phượng Sơn, An Nhạc, Hạch Đào, Bát Bảo, Hưng Long, Đại Sơn, Hoàng Nê, Đại Thủy, Sa Hán, Phổ Để, Bách Nạp, Tam Nguyên, Tinh Túc |
| Kiềm Tây | Nhai đạo |
| Kiềm Tây | Liên Thành, Thủy Tây, Văn Phong, Đỗ Quyên, Cẩm Tú |
| Kiềm Tây | Trấn |
| Kiềm Tây | Kim Bích, Vũ Đóa, Đại Quan, Cốc Lý, Tố Phác, Trung Bình, Trọng Tân, Lâm Tuyền, Kim Lan, Cam Đường, Hồng Thủy, Cẩm Tinh, Chung Sơn, Hiệp Hòa, Quan Âm Động |
| Kiềm Tây | Hương dân tộc |
| Kiềm Tây | Ngũ Lý, Lục Hóa, Tân Nhân, Thiết Thạch, Thái Lai, Vĩnh Sân, Trung Kiến, Hoa Khê, Định Tân, Kim Pha, Nhân Hòa, Hồng Lâm |
| Kim Sa | Nhai đạo |
| Kim Sa | Tây Lạc, Nham Khổng, Ngũ Long, Cổ Tràng, Dân Hưng |
| Kim Sa | Trấn |
| Kim Sa | An Để, Sa Thổ, Vũ Mô, Lam Đầu, Thanh Trì, Liễu Đường, Bình Bá, Nguyên Thôn, Cao Bình, Hóa Giác, Trà Viên, Mộc Khổng, Trường Bá, Hậu Sơn |
| Kim Sa | Hương |
| Kim Sa | Quế Hoa |
| Kim Sa | Hương dân tộc |
| Kim Sa | Thạch Tràng, Thái Bình, An Lạc, Tân Hóa, Đại Điền, Mã Lộ |
| Chức Kim | Nhai đạo |
| Chức Kim | Song Yển, Văn Đằng, Kim Phượng, Tam Giáp, Khỉ Mạch, Bát Bộ, Huệ Dân |
| Chức Kim | Trấn |
| Chức Kim | Quế Quả, Ngưu Tràng, Miêu Tràng, Hóa Khởi, Long Tràng, Dĩ Na, Tam Đường, A Cung, Châu Tàng, Trung Trại, Mã Tràng, Bản Kiều, Bạch Nê, Thiếu Phổ, Hùng Gia Tràng, Hắc Thổ |
| Chức Kim | Hương |
| Chức Kim | Thục Hưng, Thượng Bình Trại, Nạp Ung |
| Chức Kim | Hương dân tộc |
| Chức Kim | Tự Cường, Đại Bình, Quan Trại, Trà Điếm, Kim Long, Hậu Trại, Kê Tràng |
| Nạp Ung | Nhai đạo |
| Nạp Ung | Ung Hi, Văn Xương, Cư Nhân, Tuyên Úy, Lợi Viên, Củng Đồng |
| Nạp Ung | Trấn |
| Nạp Ung | Trung Lĩnh, Dương Trường, Duy Tân, Long Tràng, Nhạc Trị, Bách Hưng, Trương Gia Loan, Chước Oa, Trại Nhạc, Ngọc Long Bá, Sa Bao, Thủy Đông, Thự Quang |
| Nạp Ung | Hương dân tộc |
| Nạp Ung | Tân Phòng, Xá Đông Quan, Đổng Địa, Hóa Tác, Cô Khai, Dương Tràng, Oa Quyển Nham, Côn Trại, Tả Cưu Kiết, Trư Tràng |
| Hách Chương | Nhai đạo |
| Hách Chương | Song Hà, Bạch Quả, Hán Dương, Kim Ngân Sơn, Thất Gia Loan |
| Hách Chương | Trấn |
| Hách Chương | Mụ Cô, Tài Thần, Lục Khúc Hà, Dã Mã Xuyên, La Châu, Bình Sơn, Triết Trang, Cổ Cơ, Chu Minh, Đức Trác |
| Hách Chương | Hương |
| Hách Chương | Đạt Y, An Nhạc Khê, Uy Xa |
| Hách Chương | Hương dân tộc |
| Hách Chương | Thủy Đường, Hưng Phát, Tùng Lâm, Trĩ Nhai, Châu Thị, Song Bình, Thiết Tượng, Phụ Xử, Khả Nhạc, Hà Trấn, Kết Cấu, Cổ Đạt |
| Uy Ninh | Nhai đạo |
| Uy Ninh | Hải Biên, Ngũ Lý Cương, Lục Kiều, Thiểm Kiều, Khai Hoa, Hùng Sơn |
| Uy Ninh | Trấn |
| Uy Ninh | Thảo Hải, Yêu Trạm, Kim Chung, Lô Sơn, Long Tràng, Hắc Thạch Đầu, Triết Giác, Quan Phong Hải, Ngưu Bằng, Dĩ Na, Trung Thủy, Long Nhai, Tuyết Sơn, Dương Nhai, Tiểu Hải, Diêm Thương, Đông Phong, Nhị Đường, Hầu Tràng, Tú Thủy, Song Long, Ma Sạ, Thố Nhai, Hải Lạp, Ngọc Long, Cáp Lạt Hà, Đấu Cổ, Kim Đấu, Xóa Hà, Hắc Thổ Hà |
| Uy Ninh | Hương |
| Uy Ninh | Thạch Môn, Vân Quý, Bản Để, Đại Nhai |
| Uy Ninh | Hương dân tộc |
| Uy Ninh | Tân Phát |

### Đồng Nhân
| Thành phố cấp địa khu Đồng Nhân quản lí trực tiếp 10 đơn vị hành chính cấp huyện, bao gồm 2 quận, 4 huyện và 4 huyện tự trị. Các đơn vị hành chính cấp huyện này được chia thành... đơn vị hành chính cấp hương, bao gồm... nhai đạo,... trấn và... hương. | |
| Bích Giang | Nhai đạo |
| Bích Giang | Hoàn Bắc, Hà Tây, Đăng Tháp, Xuyên Đồng, Cẩm Giang, Đồng Hưng, Chính Quang |
| Bích Giang | Trấn |
| Bích Giang | Bá Hoàng, Vân Tràng Bình, Dạng Đầu |
| Bích Giang | Hương dân tộc |
| Bích Giang | Đồng Mộc Bình, Hoạt Thạch, Hòa Bình, Ngõa Ốc, Lục Long Sơn |
| Vạn Sơn | Nhai đạo |
| Vạn Sơn | Tạ Kiều, Trà Điếm, Nhân Sơn, Đan Đô |
| Vạn Sơn | Trấn |
| Vạn Sơn | Vạn Sơn |
| Vạn Sơn | Hương dân tộc |
| Vạn Sơn | Cao Lâu, Hoàng Đạo, Ngao Trại, Hạ Khê, Ngư Đường, Đại Bình |
| Giang Khẩu | Nhai đạo |
| Giang Khẩu | Song Giang, Khải Đức |
| Giang Khẩu | Trấn |
| Giang Khẩu | Mẫn Hiếu, Thái Bình, Bá Hàn, Dân Hòa, Đào Ánh, Nộ Khê |
| Giang Khẩu | Hương dân tộc |
| Giang Khẩu | Đức Vượng, Quan Hòa |
| Thạch Thiên | Nhai đạo |
| Thạch Thiên | Thang Sơn, Tuyền Đô, Trung Bá |
| Thạch Thiên | Trấn |
| Thạch Thiên | Bản Trang, Bạch Sa, Long Đường, Hoa Kiều, Ngũ Đức, Hà Bá |
| Thạch Thiên | Hương |
| Thạch Thiên | Quốc Vinh |
| Thạch Thiên | Hương dân tộc |
| Thạch Thiên | Tụ Phượng, Long Tỉnh, Đại Sa Bá, Phong Hương, Thanh Dương, Thạch Cố, Bình Địa Tràng, Cam Khê, Bình Sơn |
| Tư Nam | Nhai đạo |
| Tư Nam | Tư Đường, Quan Trung Bá, Song Đường |
| Tư Nam | Trấn |
| Tư Nam | Đường Đầu, Hứa Gia Bá, Đại Bá Tràng, Văn Gia Điếm, Anh Vũ Khê, Hợp Bằng Khê, Trương Gia Trại, Tôn Gia Bá, Thanh Giang Pha, Úng Khê, Lương Thủy Tỉnh, Thiệu Gia Kiều, Đại Hà Bá, Đình Tử Bá, Hương Bá, Trường Bá, Đại Bản Kiều |
| Tư Nam | Hương dân tộc |
| Tư Nam | Tư Lâm, Hổ Gia Loan, Khoan Bình, Phong Vân, Tam Đạo Thủy, Thiên Kiều, Hưng Long, Dương Gia Ao |
| Đức Giang | Nhai đạo |
| Đức Giang | Thanh Long, Ngọc Thủy, An Hóa |
| Đức Giang | Trấn |
| Đức Giang | Tiên Trà, Triều Chỉ, Phong Hương Khê, Ổn Bình, Phục Hưng, Hợp Hưng, Cao Sơn, Tuyền Khẩu, Trường Bảo, Cộng Hòa, Bình Nguyên |
| Đức Giang | Hương dân tộc |
| Đức Giang | Kinh Giác, Yển Đường, Long Tuyền, Tiền Gia, Sa Khê, Nam Can, Trường Phong, Dũng Tỉnh |
| Ngọc Bình | Nhai đạo |
| Ngọc Bình | Tạo Giác Bình, Bình Khê, Đại Long, Ma Âm Đường |
| Ngọc Bình | Trấn |
| Ngọc Bình | Tân Điếm, Chu Gia Tràng, Điền Bình |
| Ngọc Bình | Hương |
| Ngọc Bình | Á Ngư |
| Ấn Giang | Nhai đạo |
| Ấn Giang | Nga Lĩnh, Long Tân, Trung Hưng |
| Ấn Giang | Trấn |
| Ấn Giang | Bản Khê, Sa Tử Pha, Thiên Đường, Mộc Hoàng, Hợp Thủy, Lãng Khê, Triền Khê, Dương Khê, Tân Trại, Sam Thụ, Đao Bá, Tử Vi, Dương Liễu                                                                                            |
| Ấn Giang | Hương |
| Ấn Giang | La Tràng |
| Duyên Hà | Nhai đạo |
| Duyên Hà | Đoàn Kết, Hòa Bình, Sa Tử |
| Duyên Hà | Trấn |
| Duyên Hà | Hắc Thủy, Tiếu Gia, Giáp Trạch, Kỳ Than, Quan Chu, Thổ Địa Ao, Tư Cừ, Khách Điền, Hồng Độ, Trung Giới, Cam Khê, Bản Tràng, Tuyền Bá, Trung Trại, Hoàng Thổ, Tân Cảnh, Đường Bá                                                |
| Duyên Hà | Hương |
| Duyên Hà | Hiểu Cảnh, Hậu Bình |
| Tùng Đào | Nhai đạo |
| Tùng Đào | Đại Hưng, Liệu Cao, Thế Xương, Thái Bình Doanh, Cửu Giang |
| Tùng Đào | Trấn |
| Tùng Đào | Bàn Thạch, Bàn Tín, Đại Bình Tràng, Phổ Giác, Trại Anh, Mạnh Khê, Ô La, Cam Long, Trường Hưng Bảo, Nhạ Giá, Ngưu Lang, Hoàng Bản, Bình Đầu, Đại Lộ, Mộc Thụ, Lãnh Thủy Khê, Chính Đại                                         |
| Tùng Đào | Hương |
| Tùng Đào | Trường Bình, Diệu Ải, Thạch Lương, Ngõa Khê, Vĩnh An, Sa Bá Hà |

### Kiềm Tây Nam
| Châu tự trị Kiềm Tây Nam quản lí trực tiếp 8 đơn vị hành chính cấp huyện, bao gồm 2 thành phố cấp huyện và 6 huyện. Các đơn vị hành chính cấp huyện này được chia thành... đơn vị hành chính cấp hương, bao gồm... nhai đạo,... trấn và... hương. | |
| Hưng Nghĩa | Nhai đạo |
| Hưng Nghĩa | Hoàng Thảo, Hưng Thái, Kết Sơn, Phong Đô, Bình Đông, Mộc Giả, Hạ Ngũ Truân, Vạn Phong Lâm, Sái Kim, Mã Lĩnh, Đỉnh Hiệu, Mộc Lũng                                                                     |
| Hưng Nghĩa | Trấn |
| Hưng Nghĩa | Kính Nam, Nê Đãng, Nam Bàn Giang, Phủng Sạ, Lỗ Bố Cách, Tam Giang Khẩu, Ô Sa, Bạch Oản Diêu, Uy Xá, Thanh Thủy Hà, Trịnh Truân, Vạn Truân, Lỗ Truân, Thương Canh, Thất Xá, Tắc Nhung, Trư Tràng Bình |
| Hưng Nghĩa | Hương |
| Hưng Nghĩa | Thương Giang, Lạc Vạn, Hùng Vũ |
| Hưng Nhân | Nhai đạo |
| Hưng Nhân | Đông Hồ, Thành Nam, Chân Vũ Sơn, Thành Bắc, Lục Quan, Ý Phẩm Điền Viên |
| Hưng Nhân | Trấn |
| Hưng Nhân | Truân Cước, Ba Linh, Bách Đức, Vũ Chương, Phan Gia Trang, Hồi Long, Hạ Sơn, Tân Long Tràng, Đại Sơn, Mã Mã Nhai, Ba Dương                                                                            |
| Hưng Nhân | Hương dân tộc |
| Hưng Nhân | Lỗ Sở Doanh |
| Phổ An | Nhai đạo |
| Phổ An | Bàn Thủy, Nam Hồ, Trà Nguyên, Cửu Phong |
| Phổ An | Trấn |
| Phổ An | Long Ngâm, Giang Tây Pha, Địa Qua, Lâu Hạ, Hưng Trung, Thanh Sơn, La Hán, Tân Điếm |
| Phổ An | Hương |
| Phổ An | Bạch Sa, Cao Miên |
| Tình Long | Nhai đạo |
| Tình Long | Đông Quan, Liên Thành, Tam Bảo, Đằng Long |
| Tình Long | Trấn |
| Tình Long | Sa Tử, Bích Ngân, Đại Hán, Kê Tràng, Hoa Cống, Trung Doanh, Quang Chiếu, Trà Mã |
| Tình Long | Hương |
| Tình Long | Trường Lưu, Tử Mã, An Cốc |
| Tình Long | Hương dân tộc |
| Tình Long | Tam Bảo |
| Trinh Phong | Nhai đạo |
| Trinh Phong | Vĩnh Phong, Mân Cốc, Phong Mậu, Long Hưng, Song Phong |
| Trinh Phong | Trấn |
| Trinh Phong | Long Tràng, Giả Tương, Bắc Bàn Giang, Bạch Tằng, Lỗ Cống, Tiểu Truân, Trường Điền, Sa Bình, Vãn Lan                                                                                                  |
| Trinh Phong | Hương |
| Trinh Phong | Liên Hoàn, Bình Nhai, Lỗ Dung |
| Vọng Mô | Nhai đạo |
| Vọng Mô | Vương Mẫu, Bình Động, Tân Truân, Bàn Đào |
| Vọng Mô | Trấn |
| Vọng Mô | Nhạc Nguyên, Đả Dịch, Nhạc Vượng, Tang Lang, Ma Sơn, Thạch Truân, Giá Hương, Giao Nạp, Đại Quan, Biên Nhiêu, Ngang Vũ                                                                                |
| Vọng Mô | Hương dân tộc |
| Vọng Mô | Du Mại |
| Sách Hanh | Nhai đạo |
| Sách Hanh | Giả Lâu, Nạp Phúc, Cao Lạc |
| Sách Hanh | Trấn |
| Sách Hanh | Nha Tha, Xảo Mã, Ương Bá, Nham Giá, Bát Độ, Nhũng Độ, Pha Muội, Song Giang, Bật Hữu |
| Sách Hanh | Hương |
| Sách Hanh | Bách Khẩu |
| An Long | Nhai đạo |
| An Long | Chiêu Đê, Tê Phượng, Tiền Tương, Ngũ Phúc, Xuân Đàm |
| An Long | Trấn |
| An Long | Long Quảng, Đức Ngọa, Vạn Phong Hồ, Mộc Cha, Sái Vũ, Phổ Bình, Long Sơn, Tân Kiều, Hài Tử, Đốc Sơn                                                                                                   |

### Kiềm Đông Nam
| Châu tự trị Kiềm Đông Nam quản lí trực tiếp 16 đơn vị hành chính cấp huyện, bao gồm 1 thành phố cấp huyện và 15 huyện. Các đơn vị hành chính cấp huyện này được chia thành... đơn vị hành chính cấp hương, bao gồm... nhai đạo,... trấn và... hương. | |
| Khải Lý | Nhai đạo |
| Khải Lý | Thành Tây, Đại Thập Tự, Tây Môn, Tẩy Mã Hà, Loan Khê, Áp Đường, Khai Hoài, Bạch Ngọ, Bạch Quả Tỉnh                                                            |
| Khải Lý | Trấn |
| Khải Lý | Tam Khỏa Thụ, Chu Khê, Bàng Hải, Loan Thủy, Lô Sơn, Vạn Triều, Long Tràng, Bích Ba, Hạ Ti, Khải Đường, Đại Phong Động                                         |
| Hoàng Bình | Trấn |
| Hoàng Bình | Tân Châu, Cựu Châu, Trọng An, Cốc Lũng, Bình Khê, Dã Động Hà, Lãng Động, Thượng Đường                                                                         |
| Hoàng Bình | Hương |
| Hoàng Bình | Nhất Oản Thủy, Chỉ Phòng, Ông Bình |
| Thi Bỉnh | Trấn |
| Thi Bỉnh | Thành Quan, Dương Liễu Đường, Song Tỉnh, Ngưu Đại Tràng, Mã Hào                                                                                               |
| Thi Bỉnh | Hương |
| Thi Bỉnh | Bạch Đóa, Cam Khê, Mã Khê |
| Tam Huệ | Nhai đạo |
| Tam Huệ | Văn Bút, Vũ Bút |
| Tam Huệ | Trấn |
| Tam Huệ | Bát Cung, Đài Liệt, Ngõa Trại, Đồng Lâm, Tuyết Động, Trường Cát, Lương Thượng                                                                                 |
| Tam Huệ | Hương |
| Tam Huệ | Cổn Mã, Khoản Tràng |
| Trấn Viễn | Trấn |
| Trấn Viễn | Vũ Dương, Tiêu Khê, Thanh Khê, Dương Bình, Dương Tràng, Đô Bình, Kim Bảo, Giang Cổ                                                                            |
| Trấn Viễn | Hương |
| Trấn Viễn | Dũng Khê, Báo Kinh, Đại Địa |
| Trấn Viễn | Hương dân tộc |
| Trấn Viễn | Thượng Trại |
| Sầm Củng | Nhai đạo |
| Sầm Củng | Vũ Thủy |
| Sầm Củng | Trấn |
| Sầm Củng | Tư Dương, Thủy Vĩ, Thiên Mã, Long Điền, Đại Hữu, Chú Khê, Khải Bản, Bình Trang, Khách Lâu                                                                     |
| Sầm Củng | Hương |
| Sầm Củng | Thiên Tinh |
| Sầm Củng | Hương dân tộc |
| Sầm Củng | Dương Kiều |
| Thiên Trụ | Nhai đạo |
| Thiên Trụ | Phượng Thành, Bang Động, Xã Học, Liên Sơn |
| Thiên Trụ | Trấn |
| Thiên Trụ | Bình Địa, Lam Điền, Úng Động, Cao Nhưỡng, Thạch Động, Viễn Khẩu, Bộn Xử, Bạch Thị, Độ Mã, Giang Đông, Trúc Lâm                                                |
| Thiên Trụ | Hương |
| Thiên Trụ | Chú Khê, Địa Hồ |
| Cẩm Bình | Trấn |
| Cẩm Bình | Tam Giang, Mao Bình, Đôn Trại, Khải Mông, Bình Thu, Đồng Cổ, Bình Lược                                                                                        |
| Cẩm Bình | Hương |
| Cẩm Bình | Đại Đồng, Tân Hóa, Long Lý, Chung Linh, Ngẫu Lý, Cố Bản, Hà Khẩu, Ngạn Động                                                                                   |
| Kiếm Hà | Nhai đạo |
| Kiếm Hà | Ngưỡng A Toa |
| Kiếm Hà | Trấn |
| Kiếm Hà | Liễu Xuyên, Sầm Tùng, Quan Gia, Nam Minh, Cách Đông, Thái Ủng, Bàn Khê, Cửu Ngưỡng, Nam Tiếu, Nam Trại, Quan Yêu                                              |
| Kiếm Hà | Hương |
| Kiếm Hà | Mẫn Động |
| Đài Giang | Nhai đạo |
| Đài Giang | Đài Củng, Tụy Văn |
| Đài Giang | Trấn |
| Đài Giang | Thi Động, Nam Cung, Cách Nhất, Phương Triệu |
| Đài Giang | Hương |
| Đài Giang | Bài Dương, Đài Bàn, Lão Truân |
| Lê Bình | Nhai đạo |
| Lê Bình | Đức Phượng, Cao Truân, Long Hình |
| Lê Bình | Trấn |
| Lê Bình | Trung Triều, Mạnh Ngạn, Ngao Thị, Cửu Triều, Nham Động, Thủy Khẩu, Hồng Châu, Thượng Trọng, Song Giang, Triệu Hưng, Long Ngạch, Vĩnh Tòng, Mao Cống, Địa Bình |
| Lê Bình | Hương |
| Lê Bình | La Lý, Bá Trại, Khẩu Giang, Đức Thuận, Đại Giá, Bình Trại, Đức Hóa                                                                                            |
| Lê Bình | Hương dân tộc |
| Lê Bình | Thuận Hóa, Lôi Động |
| Dong Giang | Nhai đạo |
| Dong Giang | Xa Dân |
| Dong Giang | Trấn |
| Dong Giang | Cổ Châu, Trung Thành, Trại Hao, Bình Vĩnh, Nhạc Lý, Lãng Động, Tài Ma, Bình Giang, Bát Khai                                                                   |
| Dong Giang | Hương |
| Dong Giang | Sùng Nghĩa, Kế Hoa, Bình Dương, Lưỡng Uông |
| Dong Giang | Hương dân tộc |
| Dong Giang | Tam Giang, Nhân Lý, Tháp Thạch, Định Uy, Hưng Hoa, Thủy Vĩ |
| Tùng Giang | Trấn |
| Tùng Giang | Bính Muội, Quán Động, Lạc Hương, Hạ Giang, Tể Tiện, Tây Sơn, Đình Động, Vãng Động, Khánh Vân, Đấu Lý, Đông Lãng, Gia Cưu                                      |
| Tùng Giang | Hương |
| Tùng Giang | Cao Tăng, Cốc Bình, Gia Bảng, Gia Miễn |
| Tùng Giang | Hương dân tộc |
| Tùng Giang | Cương Biên, Tú Đường, Thúy Lý |
| Lôi Sơn | Trấn |
| Lôi Sơn | Đan Giang, Tây Giang, Vĩnh Nhạc, Lang Đức, Đại Đường |
| Lôi Sơn | Hương |
| Lôi Sơn | Vọng Phong, Phương Tường |
| Lôi Sơn | Hương dân tộc |
| Lôi Sơn | Đạt Địa |
| Ma Giang | Nhai đạo |
| Ma Giang | Hạnh Sơn, Kim Trúc |
| Ma Giang | Trấn |
| Ma Giang | Cốc Đồng, Tuyên Uy, Long Sơn, Hiền Xương |
| Ma Giang | Hương dân tộc |
| Ma Giang | Bá Mang |
| Đan Trại | Nhai đạo |
| Đan Trại | Kim Tuyền |
| Đan Trại | Trấn |
| Đan Trại | Long Tuyền, Hưng Nhân, Bài Điều, Dương Vũ |
| Đan Trại | Hương |
| Đan Trại | Nhã Hôi, Nam Cao |

### Kiềm Nam
| Châu tự trị Kiềm Nam quản lí trực tiếp 12 đơn vị hành chính cấp huyện, bao gồm 2 thành phố cấp huyện, 9 huyện và 1 huyện tự trị. Các đơn vị hành chính cấp huyện này được chia thành... đơn vị hành chính cấp hương, bao gồm... nhai đạo,... trấn và... hương. | |
| Đô Quân | Nhai đạo |
| Đô Quân | Quảng Huệ, Văn Phong, Tiểu Vi Trại, Sa Bao Bảo, Lục Nhân Hồ                                                            |
| Đô Quân | Trấn |
| Đô Quân | Mặc Trùng, Bình Lãng, Mao Tiêm, Quân Đông                                                                              |
| Đô Quân | Hương dân tộc |
| Đô Quân | Quy Lan |
| Phúc Tuyền | Nhai đạo |
| Phúc Tuyền | Kim Sơn, Mã Tràng Bình                                                                                                 |
| Phúc Tuyền | Trấn |
| Phúc Tuyền | Phượng Sơn, Lục Bình, Long Xương, Ngưu Tràng, Đạo Bình                                                                 |
| Phúc Tuyền | Hương |
| Phúc Tuyền | Tiên Kiều |
| Lệ Ba | Nhai đạo |
| Lệ Ba | Ngọc Bình |
| Lệ Ba | Trấn |
| Lệ Ba | Triêu Dương, Mậu Lan, Giáp Lương, Giai Vinh, Tiểu Thất Khổng                                                           |
| Lệ Ba | Hương dân tộc |
| Lệ Ba | Dao Sơn, Lê Minh Quan                                                                                                  |
| Quý Định | Nhai đạo |
| Quý Định | Kim Nam, Bảo Sơn |
| Quý Định | Trấn |
| Quý Định | Tân Ba, Đức Tân, Bàn Giang, Duyên Sơn, Xương Minh, Vân Vụ                                                              |
| Úng An | Nhai đạo |
| Úng An | Ung Dương, Úng Thủy |
| Úng An | Trấn |
| Úng An | Bình Định Doanh, Trung Bình, Kiến Trung, Vĩnh Hòa, Châu Tàng, Ngọc Sơn, Thiên Văn, Ngân Trản, Hầu Tràng, Giang Giới Hà |
| Úng An | Hương |
| Úng An | Lam Quan |
| Độc Sơn | Nhai đạo |
| Độc Sơn | Tỉnh Thành |
| Độc Sơn | Trấn |
| Độc Sơn | Bách Tuyền, Ảnh Sơn, Cơ Trường, Hạ Ti, Ma Vĩ, Ma Vạn, Thượng Ti, Ngọc Thủy                                             |
| Bình Đường | Nhai đạo |
| Bình Đường | Kim Bồn |
| Bình Đường | Trấn |
| Bình Đường | Bình Chu, Nha Chu, Thông Châu, Đại Đường, Khắc Độ, Đường Biên, Giáp Trà, Giả Mật, Chưởng Bố                            |
| Bình Đường | Hương dân tộc |
| Bình Đường | Tạp Bồ |
| La Điện | Nhai đạo |
| La Điện | Hộc Hưng |
| La Điện | Trấn |
| La Điện | Long Bình, Biên Dương, Mạt Dương, Phùng Đình, La Khổn, Mậu Tỉnh, Hồng Thủy Hà, Mộc Dẫn                                 |
| La Điện | Hương |
| La Điện | Phượng Đình |
| Trường Thuận | Nhai đạo |
| Trường Thuận | Trường Trại |
| Trường Thuận | Trấn |
| Trường Thuận | Quảng Thuận, Bãi Sở, Đại Hóa, Bạch Vân Sơn, Cổ Dương                                                                   |
| Trường Thuận | Hương |
| Trường Thuận | Đôn Thao |
| Long Lý | Nhai đạo |
| Long Lý | Quan Sơn |
| Long Lý | Trấn |
| Long Lý | Long Sơn, Tỉnh Sư, Cốc Cước, Loan Than Hà, Tẩy Mã                                                                      |
| Huệ Thủy | Nhai đạo |
| Huệ Thủy | Liên Giang, Mông Giang, Minh Điền                                                                                      |
| Huệ Thủy | Trấn |
| Huệ Thủy | Hảo Hoa Hồng, Bãi Kim, Nhã Thủy, Đoạn Sam, Lô Sơn, Vương Hữu, Tiện Đường, Cương Độ                                     |
| Tam Đô | Nhai đạo |
| Tam Đô | Tam Hợp, Phượng Vũ |
| Tam Đô | Trấn |
| Tam Đô | Đại Hà, Phổ An, Đô Giang, Trung Hòa, Chu Đàm, Cửu Thiên                                                                |